# Asahi (Toyama)
Asahi (jap. 朝日町 Asahi-machi) – miasto w Japonii, na wyspie Honsiu, w prefekturze Toyama. Według danych na rok 2020 miejscowość zamieszkiwało 11 081 mieszkańców , a gęstość zaludnienia wyniosła 49 os./km².